# 1969 (Stargate SG-1)
1969 es el vigésimo primer episodio de la segunda temporada de la serie de televisión de ciencia ficción Stargate SG-1, y el cuadragésimo tercer capítulo de toda la serie.

## Trama
Una poderosa llamarada solar se cruza con el agujero de gusano del Portal, mientras el SG-1 lo atraviesa, mandándolos 30 años hacia el pasado. Llegan adentro de un cuarto de pruebas de motores de misiles Titán y son arrestados por los guardias que piensan que son espías soviéticos.
En el interrogatorio, O'Neill y el resto no puede decir nada sobre el Stargate, ya que si se enteran del peligro que trae consigo su activación (los Goa'uld), decidirán nunca hacerlo, por lo que responden puras incoherencias. Mientras un joven teniente revisa las posesiones del SG-1, descubre una nota, que Hammond había dado a Carter antes de irse, que indica que él debe ayudarlos. Después de escapar de la custodia con la ayuda del teniente, descubren que de hecho, él es George Hammond, futuro General, cuando joven. Para evitar que vaya a corte marcial, O'Neill le dispara con un Zat al Teniente Hammond, dejándolo inconsciente, y luego huyen lejos.
Para volver al futuro, utilizan las referencias de la nota, sobre las fechas de 2 llamaradas solares en el lado opuesto del sol. Sabiendo cuando ocurrirán deben ahora solo encontrar el Portal, que en esos tiempos estaba oculto en alguna instalación militar.
Para atravesar el país, piden que los lleven unos jóvenes Hippies que van en un autobús hacia un concierto en Woodstock. Luego, haciéndose pasar por otra persona y poniendo un convincente acento alemán, Daniel logra que la joven Catherine Langford, le diga la localización del Portal El SG-1  almacenada en un viejo almacén de arsenales en la capital, entonces marcando girando el anillo Teal'c y Carter activan la puerta utilizando las baterías de 2 camiones y logran cruzarlo pese a estar bajo fuego de los guardias del lugar.
Llegan a la Sala del Portal, sin embargo esta se encuentra vacía. Una mujer mayor entra entonces a la sala. Resulta ser Cassandra, y les dice que entraron al portal algunos segundos antes y por eso viajaron lejos en el futuro. Ella reactiva la puerta con un dispositivo que está en su mano y les dice que vuelvan a su tiempo. El equipo llega por fin al cuarto normal de la puerta con el General Hammond esperándolos y recordándole a O'Neill el dinero que él le debe desde 1969.

## Artistas invitados
- Alex Zahara como Michael.
- Aaron Pearl como el Teniente George Hammond.
- Amber Rothwell como Jenny.
- Pamela Perry como Cassandra.
- Glynis Davies como Catherine Langford.
- Fred Henderson como el Mayor Thornbird.